# Фурс, Владимир Николаевич
Влади́мир Никола́евич Фу́рс (бел. Уладзімір Мікалаевич Фурс), 20 июня 1963, Новополоцк, БССР, СССР — 4 июня 2009, Колодищи, Минский район, Республика Беларусь) — советский и белорусский философ, доктор философских наук, доцент факультета философии и социальных наук Белорусского государственного университета, профессор, заведующий кафедрой философии, руководитель магистерской программы «Социальная теория и политическая философия», руководитель исследовательского департамента Европейского гуманитарного университета. Автор 4 монографий и более 100 научных статей на белорусском, русском, украинском, английском, литовском, французском языках.

## Биография
В 1980—1985 учился на философском отделении исторического факультета Белорусского государственного университета, в 1985—1988 — в аспирантуре этого университета. В 1989 успешно защитил диссертацию на соискание учёной степени кандидата философских наук на тему «Проблемы социально-исторической обусловленности философского познания». В 1988—2002 работал в Белорусском государственном университете. В 1988—1991 — преподаватель кафедры философии гуманитарных факультетов, с 1991 — преподаватель вновь образованной кафедры философии и методологии науки, с 1997 — доцент этой кафедры. В 1992—1994 изучал немецкий язык, в 1996—1998 — французский язык на специальном факультете Минского государственного лингвистического университета.
В 1996—1998 был директором Минского учебного центра Хагенского заочного университета. В 2000—2002 учился в докторантуре Санкт-Петербургского государственного университета, по окончании которой успешно защитил диссертацию на соискание учёной степени доктора философских наук на тему «Критическая социальная теория в западной философии 70—90-х гг. 20 в.: типологическая реконструкция».
С 2002 — профессор Европейского гуманитарного университета. В период пребывания университета в Минске читал курсы: «Социальная философия», «История социологии», «Методологические программы в гуманитарных науках», «Критическая теория». После переезда университета в Вильнюс в 2004 году вел курсы: «Классики социологической теории», «Введение в современную социальную теорию», «Социально-критическая теория», «Социальная теория в меняющемся мире», «Современные теории власти». С 2005 руководил магистерской программой ЕГУ «Социальная теория и политическая философия», являясь её создателем. В 2003—2006 — преподаватель Регионального семинара по совершенствованию преподавательского мастерства (ReSET) «Современная коммуникативная философия и коммуникативные стратегии в преподавании философии». Читал курсы: «Коммуникативная парадигма в современной критической теории» (2003), «Переосмысление социального в контексте глобализации» (2004), «Этика и политика децентрированного субъекта» (2005). В 2006—2009 — заведующий кафедрой философии, с марта 2009 г. — заведующий департаментом научных исследований.
Был стипендиатом и участником международных исследовательских программ и проектов:
- 1998 — «Коммуникативная философия Ю. Хабермаса» (исследовательская стипендия Германской службы академических обменов (DAAD), Рейнско-Вестфальская техническая академия, Ахен, Германия);
- 1999—2001 — «Концептуальные рамки философского просвещения в переходном обществе» (стипендия Схемы поддержки исследовательской деятельности (RSS-OSI)
- 2001 — «Контуры современной критической теории» (исследовательская стипендия DAAD, Потсдамский университет, Германия);
- 2004 — «Регрессивная социальность» (исследовательская стипендия Центрально-Европейского университета, Будапешт, Венгрия);
- 2004 — «Социальная регрессия в глобализующемся мире: случай Беларуси» (исследовательская стипендия Фулбрайта, Нью-Йоркский университет, Нью-Йорк, США).

Руководил международным исследовательским проектом «Трансформации публичной сферы в постсоветских контекстах (Беларусь, Украина)» в 2006—2007.
Скончался утром 4 июня 2009 года в своём загородном доме в г.п. Колодищи (Минский р-н) в результате сердечного приступа. Похоронен на Колодищенском кладбище.